# Luis María de Cistué y Martínez (obraz Goi)
Luis María de Cistué y Martínez (hiszp. Luis María de Cistué y Martínez) – obraz olejny hiszpańskiego malarza Francisca Goi (1746–1828), znajdujący się w kolekcji Luwru. Jest uważany za jeden z najbardziej udanych portretów dziecięcych w karierze malarza.

## Okoliczności powstania
Luis María de Cistué (1788–1842) był najstarszym synem prawnika José de Cistué y Colls związanego z dworem Karola IV i Maríi Josefy Martínez de Ximén, pokojowej królowej Marii Ludwiki. W lipcu 1788 Karol i Maria Ludwika, jeszcze przed objęciem tronu Hiszpanii, zostali rodzicami chrzestnymi Luisa Maríi, którego imiona są hołdem dla królowej. Po śmierci ojca w 1808 Luis María odziedziczył tytuł 3. barona de la Menglana. W wieku czterech lat otrzymał z rąk króla Krzyż Orderu Karola III. W młodym wieku rozpoczął błyskawiczną karierę wojskową i prawniczą. Walcząc u boku generała Palafoxa, został bohaterem wojny o niepodległość; awansował do stopnia pułkownika i feldmarszałka. Był człowiekiem wielkiej kultury, członkiem Królewskiej Akademii Sztuk Pięknych San Luis w Saragossie, Królewskiej Akademii Historii i Akademii Sztuk Pięknych św. Ferdynanda. Został rektorem Uniwersytetu w Saragossie, czasowo objął także urząd kapitana generalnego kapitanii Aragonii.
Obraz powstał w 1791, w okresie, kiedy Goya pracował nad ostatnią serią projektów do tapiserii oraz portretami koronacyjnymi Karola IV i Marii Ludwiki. Przyjmował wtedy nieliczne zamówienia, jednym z nich był portret małego Luisa Maríi de Cistué, protegowanego monarchów.

## Opis obrazu
Goya namalował w swojej karierze wiele scen religijnych i rodzajowych z postaciami dzieci i cherubinów, a także około dwudziestu dziecięcych portretów. Dzieła te wyróżniają się jakością i specjalną dbałością o szczegóły oraz wyrazem czułości i szczerości. Goya podkreślał czystość i niewinność dzieci, w przeciwieństwie do barokowego malarza Murilla, który akcentował łobuzerstwo i psotliwość. Goya przedstawiał je zwykle z zabawką lub domowym zwierzątkiem. Książę i księżna Osuny z dziećmi, Manuel Osorio czy rodzina infanta Ludwika Antoniego są przykładami zdolności malarza do przedstawiania dzieci w naturalistyczny sposób. Luis María został sportretowany w wieku dwóch lat i ośmiu miesięcy. Goya przedstawił go stojącego, w całej postaci. Zgodnie z ówczesną modą jest ubrany w atłasowy kombinezon w ciemnoniebieskim kolorze, z białym kołnierzem i mankietami obszytymi koronką oraz różową jedwabną przepaską w talii. Stroju dopełniają niebieskie buciki z kokardkami. Złote, rozpuszczone włosy uczesane z przedziałkiem na środku łagodnie opadają mu na ramiona. W rękach trzyma sznurek, a na nim siedzącego u jego stóp psa, podkreślającego status małego arystokraty. W jego różowej, lekko zaokrąglonej twarzy wyróżniają się wyraziste niebieskie oczy pogodnie spoglądające na widza.
Postać dziecka wyróżnia się w surowej i pustej przestrzeni namalowanej w odcieniach szarości. Za punkt odniesienia w przestrzeni służy linia odgraniczającą ścianę i podłogę o różnych tonacjach. Goya wyodrębnia tekstury aksamitu, koronki i jedwabiu, nakładając zróżnicowane ilości farby i stosując odpowiednie pociągnięcia pędzlem. 
W dolnej części obrazu widnieje inskrypcja: D. LUIS MARIA DE CISTUE Y MARTÍNEZ A LOS / DOS AÑOS Y OCHO MESES D[E] SU ED[AD] (Don Luis María de Cistué w wieku dwóch lat i ośmiu miesięcy).

## Proweniencja
Portret należał do rodziny Cistué w Saragossie, odziedziczył go Teótimo Cistué y Escudero, 5. baron de la Menglana. Za pośrednictwem marszandów braci Duveen obraz wywieziono do Stanów Zjednoczonych, gdzie zakupił go John D. Rockefeller. W latach 80. XX wieku John D. Rockefeller Jr. sprzedał obraz, który trafił do prywatnej kolekcji Yves Saint Laurent-Pierre Bergé. W 2009 Pierre Bergé przekazał obraz do Luwru.